# Kraljevo (općina)
Općina Kraljevo (ćirilično: Општина Краљево) je općina u Raškom okrugu u Središnjoj Srbiji. Središte općine je grad Kraljevo. 

## Zemljopis
Po podacima iz 2004. općina zauzima površinu od 1529 km².

## Stanovništvo
Prema popisu stanovništva iz 2002. godine u općini živi 121.707 stanovnika, od toga 59.670 muškaraca i 62.037 žena. Prosječna starost stanovnika je 40,5 godina. U gradskim naseljima živi 51,7 % građana, a u prigradskim naseljima živi 48,3 % stanovništva.

### Etnički sastav
- Srbi – 117.793
- Crnogorci – 1020
- Romi – 876
- Makedonci – 251
- Jugoslaveni – 213
- Hrvati – 209
- ostali

### Gradska naselja
- Adrani
- Centar
- Čibukovac
- Grdica
- Higijenski zavod
- Jarčujak
- Konarevo
- Mataruge
- Mataruška Banja
- Ratina
- Ribnica
- Sirča
- Stara Čaršija
- Ušće
- Vrba
- Zaklopača
- Zelengora
- Žiča

### Prigradska i seoska naselja
- Bapsko Polje
- Bare
- Bogutovac
- Bojanići
- Borovo
- Bresnik
- Brezna
- Brezova
- Bukovica
- Bzovik
- Cerje
- Cvetke
- Čibukovac
- Čukojevac
- Dedevci
- Dolac
- Dragosinjci
- Drakčići
- Dražiniće
- Drlupa
- Đakovo
- Gledić
- Godačica
- Gokčanica
- Kamenica
- Kamenjani
- Konarevo
- Kovanluk
- Kovači
- Lazac
- Lađevci
- Leševo
- Lopatnica
- Lozno
- Maglič
- Meljanica
- Metikoš
- Međurečje
- Milakovac
- Milavčići
- Miliće
- Miločaj
- Mlanča
- Mrsać
- Musina Reka
- Obrva
- Odmenje
- Oplanići
- Orlja Glava
- Pekčanica
- Petropolje
- Pečenog
- Plana
- Polumir
- Popovići
- Predole
- Progorelica
- Ravanica
- Reka
- Roćevići
- Rudnjak
- Rudno
- Samaila
- Savovo
- Sibnica
- Stanča
- Stubal
- Šumarice
- Tadenje
- Tavnik
- Tepeče
- Tolišnica
- Trgovište
- Ušće
- Vitanovac
- Vitkovac
- Vrdila
- Vrh
- Zaklopača
- Zakuta
- Zamčanje
- Zasad

## Vanjske poveznice
- Službena stranica općine  Arhivirana inačica izvorne stranice od 20. kolovoza 2007. (Wayback Machine)